# Axel Rooth
Axel Rudolf Rooth, född 28 september 1858 i Asarums församling, Blekinge län, död 23 mars 1928 i Stockholm (folkbokförd i Ljungby församling, Kronobergs län), var en svensk häradsskrivare och riksdagspolitiker.
Rooth var häradsskrivare i Sunnerbo härads fögderi i Kronobergs län. Som riksdagsman var han ledamot av första kammaren från 1912.